# Georges de Buffévent
Georges de Buffévent, ou Georges Liffort de Buffévent, né le 21 mars 1938 et décédé le 30 novembre 2001,  est un ingénieur et chef d'entreprise français, chef de délégation du Bureau central d'études pour les équipements d'outre-mer (BCEOM), président-directeur général de Spie Batignolles de 1982 à 1992, président de Sater-Parachini à partir de 1996, du Syndicat des entrepreneurs français internationaux (SEFI), vice-président de la Fédération nationale des travaux publics de 1986 à 1990, administrateur d'Usinor-Sacilor.

## Sources
- Georges Liffort de Buffevent, Les Échos
- DISPARITION Georges de Buffévent, Le Moniteur
- Notice dans un dictionnaire ou une encyclopédie généraliste :   - Who's Who in France